# Serjania cornigera
Serjania cornigera är en kinesträdsväxtart som beskrevs av Porphir Kiril Nicolai Stepanowitsch Turczaninow. Serjania cornigera ingår i släktet Serjania och familjen kinesträdsväxter. Inga underarter finns listade i Catalogue of Life.